# Louis Cyr

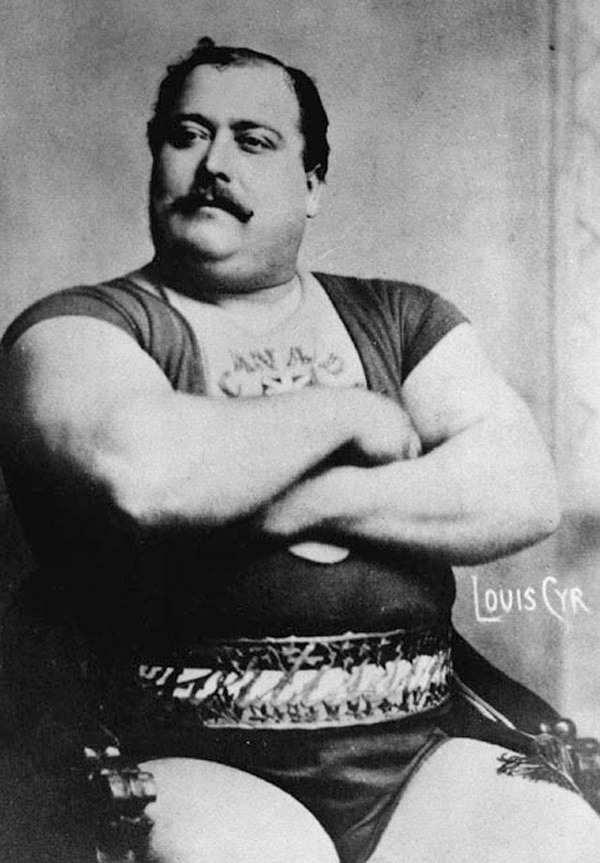
Louis Cyr.

Cyprien-Cyr Noé, mais conhecido como Louis Cyr (Quebec, 11 de outubro 1863 -10 de novembro de 1912),  foi um atleta franco-canadense famoso e extremamente forte, que fez carreira entre o final do século XIX e início do XX. Seus feitos registrados incluem: levantamento de 227 kg com um dedo e sustentação nas costas de 1.967 kg.
De acordo com Ben Weider, ex-presidente da Federação Internacional de Culturismo e Fitness, Cyr foi o homem mais forte de que se tem notícia.
Em janeiro de 1908 Louis Cyr concedeu entrevistas a um jornalista do La Presse sobre sua vida, façanhas e aventuras. Esses relatos constituíram a base de um livro intitulado: Mémoires de l'homme le plus fort du monde (Memórias do homem mais forte do mundo), Montréal-Nord, 1980. Morreu de nefrite em 10 de novembro de 1912.

## Luta contra um gigante
Cyr aprendeu boxe e wrestling para uma luta. Em Montreal, em 25 de março de 1901, enfrentou Edouard Beaupré, que era conhecido como um homem gigante. Enquanto Cyr media 1 metro e 74 centímetros e pesava 166 kg, Beaupré tinha 2 metros e 34 centímetros e pesava 167 kg. Cyr venceu rapidamente o confronto.

## Homenagens
- Em 2001, Cyr foi incluído no Panthéon des Sports du Québec (Hall da fama do esporte de Quebec).[5]
- Na sua cidade natal, Saint-Jean-de-Matha, há um museu dedicado aos seus feitos.[5]
- Um distrito de Montreal leva o seu nome.[5]
- Há uma estátua de Louis Cyr no Musée de la Civilisation, em Quebec.[5]
- Foi retratado pelo ator Antoine Bertrand no filme biográfico Louis Cyr em 2013.

## Galeria

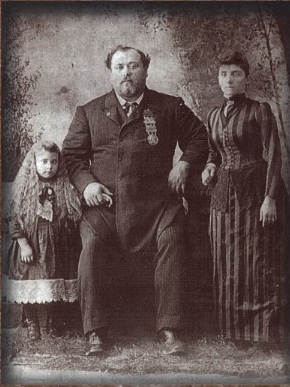
Louis Cyr com a esposa Mélina Comtois e a filha Émiliana Cyr.
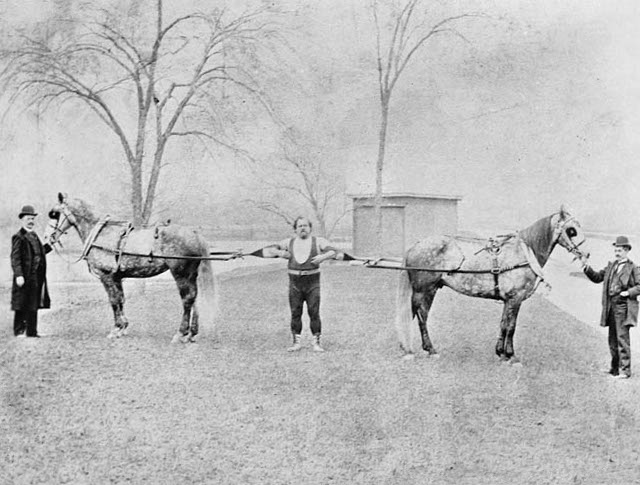
Louis Cyr preparado para conter dois cavalos, em 1891.
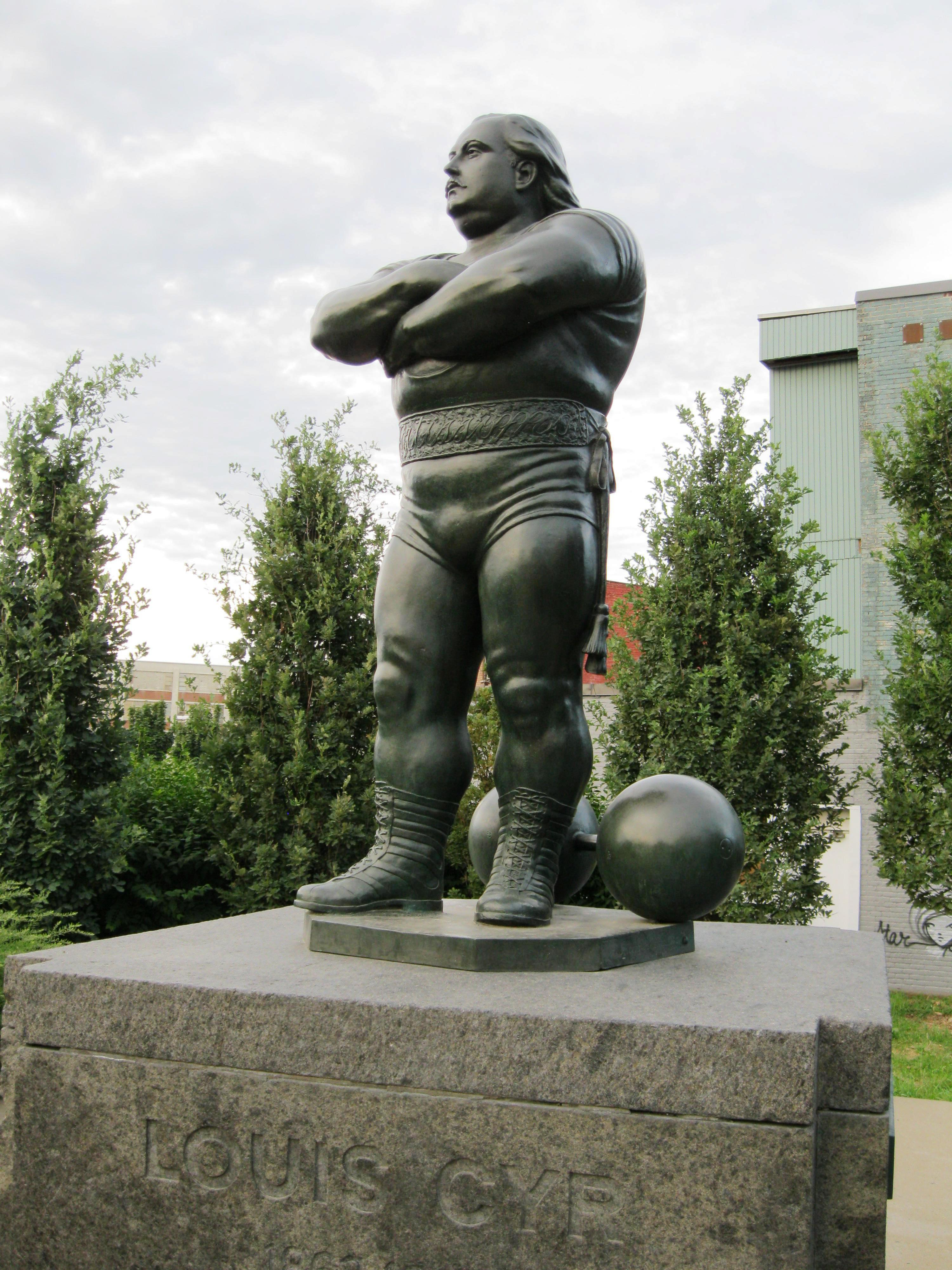
Monumento a Louis Cyr esculpido por Robert Pelletier, em Montreal.